# Terrence Talio
Terrence Talio (* 18. April 1994) ist ein Leichtathlet aus Papua-Neuguinea, der sich auf den Sprint spezialisiert hat.

## Sportliche Laufbahn
Erste Erfahrungen bei internationalen Meisterschaften sammelte Terrence Talio im Jahr 2022, als er bei den Ozeanienmeisterschaften in Mackay in 10,92 s den siebten Platz im 100-Meter-Lauf belegte und mit der 4-mal-100-Meter-Staffel seines Landes in 41,77 s gemeinsam mit Pais Wisil, Karo Iga und Timothy Tuna die Silbermedaille hinter dem Team aus Fidschi gewann und auch in der 4-mal-400-Meter-Staffel sicherte er sich in 3:17,06 min gemeinsam mit Pais Wisil, Adolf Kauba und Daniel Baul die Silbermedaille hinter Australien. Anschließend gewann er bei den Pazifik-Minispielen auf Saipan in 21,55 s die Bronzemedaille im 200-Meter-Lauf hinter Banuve Tabakaucoro aus Fidschi und seinem Landsmann Leroy Kamau und sicherte sich in der 4-mal-100-Meter-Staffel in 41,77 s die Bronzemedaille hinter Fidschi und Samoa. Dank einer Wildcard startete er im Juli über 200 Meter bei den Weltmeisterschaften in Eugene und wurde dort in der ersten Runde wegen einer Bahnübertretung disqualifiziert.

## Persönliche Bestzeiten
- 100 Meter: 10,87 s (+1,1 m/s), 7. Juni 2022 in Mackay
- 200 Meter: 21,55 s (−1,6 m/s), 24. Juni 2022 in Saipan